# Eloisa Cianni
Eloisa Cianni, née Aloisa Stukin le 21 juin 1932 à Rome dans la région du Latium en Italie, est une mannequin et actrice italienne, ancienne miss Italie et miss Europe.

## Biographie
Elle est élue miss Italie à Merano en 1952 (devançant notamment une autre future actrice, Lyla Rocco) et miss Europe à Istanbul en Turquie en 1953, devenant la première Italienne à remporter ce titre. Grâce à sa nouvelle notoriété, elle devient actrice et tourne dans une quinzaine de films avant de se retirer de la profession faute de succès.

## Filmographie

### Au cinéma
- 1953 : Les Amants de Villa Borghese (Villa Borghese) de Gianni Franciolini
- 1954 : Peppino e la vecchia signora de Piero Ballerini
- 1955 : Cette folle jeunesse (Racconti romani) de Gianni Franciolini
- 1955 : Le Signe de Vénus (Il Segno di Venere) de Dino Risi
- 1955 : La porta dei sogni d'Angelo D'Alessandro
- 1955 : Processo all'amore d'Enzo Liberti
- 1956 : Sangue di zingara de Maria Basaglia
- 1956 : Accadde di notte de Gian Paolo Callegari
- 1957 : Ho amato una diva de Luigi De Marchi
- 1958 : Amore a prima vista de Franco Rossi
- 1958 : Adorabili e bugiarde (en) de Nunzio Malasomma
- 1958 : Amour et Ennuis (Amore e guai) d'Angelo Dorigo
- 1958 : Sergente d'ispezione de Roberto Savarese
- 1959 : Le Pirate de l'épervier noir (Il pirata dello sparviero nero) de Sergio Grieco
- 1961 : Le magnifiche 7 de Marino Girolami

## Prix et distinctions
- Miss Italie 1952.
- Miss Europe 1953.

## Source
- Roberto Poppi et Enrico Lancia, Le attrici, Rome, Gremesse, 2003 (ISBN 88-8440-214-X), p. 80.